# أندريه ميخائيلوفيتش دوستويفسكي
أندريه ميخائيلوفيتش دوستويفسكي (الروسية: Андрей Михайлович Достоевский)؛ (27 مارس 1825 - 19 مارس 1897 في سانت بطرسبورغ) هو مهندس معماري روسي وشقيق الأديب الروسي فيودور دوستويفسكي.
أشهر أعمال أندريه دوستويفسكي هي مذكراته "فوسبومينانياجا" ( (الروسية: Воспоминания) ) ، نُشرت لأول مرة في عام 1930؛ كُتِبت في الأشهر الثمانية بين عامي 1895 و1896، وهي تغطي الفترة من 1825 إلى 1871، وتضم في ثناياها على ثروة من المعلومات حول السنوات الأولى لأخيه فيودور دوستويفسكي.